# Линдзи Даун Маккензи
Линдзи Даун Маккензи (на английски: Linsey Dawn McKenzie) е британска порнографска актриса, модел и телевизионна личност, родена на 7 август 1978 г. в Лондон, Великобритания.
Сестрата на Линдзи Даун Маккензи – Алисън Маккензи е също порнографска актриса.
На 16 май 2005 г. Линдзи Даун Маккензи ражда сина си Лука Скот Марк Уилямс. Баща на детето е бившият футболист на ФК Уимбълдън и национален състезател на Северна Ирландия Марк Уилямс, като двамата сключват брак на 5 януари 2006 г. в Лондон.